# آيا هارا
آيا هارا (باليابانية: 原亜弥) هي مؤدية أصوات يابانية.

## الأعمال

### أنمي
- المحقق كونان
- سيلور مون

### ألعاب فيديو
- سوبر سماش برذرز براول

## وصلات خارجية
- آيا هارا على موقع IMDb (الإنجليزية)
- آيا هارا على موقع قاعدة بيانات الفيلم (الإنجليزية)
- آيا هارا على موقع ANN person (الإنجليزية)